# لیلهم
لیلهم (به انگلیسی: Laleham) یک روستا در بریتانیا است که در ساری (انگلستان) واقع شده‌است. لیلهم ۵٫۳۳ کیلومتر مربع مساحت و ۴٬۷۸۲ نفر جمعیت دارد.